# Powłoka systemu Windows
Powłoka systemowa Windows – bazowy program odpowiadający za interfejs graficzny systemu Microsoft Windows, który uruchamiany jest tuż po zalogowaniu się użytkownika. W skład standardowej powłoki wchodzi między innymi pulpit, menu Start oraz pasek zadań. Program ten odpowiedzialny jest za uruchamianie innych aplikacji, otwieranie dokumentów oraz zadania specjalne, takie jak obsługa paska zadań.

## Zmiana powłoki systemowej
Standardową powłoką graficzną po instalacji systemu operacyjnego jest Eksplorator Windows. Możliwa jest jednak podmiana powłoki. Ścieżka do pliku powłoki w systemach Windows 2000, XP i nowszych zapisana jest w rejestrze w kluczu o nazwie „HKLM\Software\Microsoft\Windows NT\CurrentVersion\Winlogon”, pod wartością „Shell”. Możliwa jest również zmiana powłoki tylko dla aktualnego  użytkownika, poprzez utworzenie wartości „Shell” w kluczu „HKCU\Software\Microsoft\Windows NT\CurrentVersion\Winlogon”.
Dodatkowo w systemie operacyjnym Windows 7 znajduje się klucz „HKLM\Software\Microsoft\Windows NT\CurrentVersion\Compatibility”, a w nim wartość  „NOTSHELL” typu REG_SZ ustawiona domyślnie na „0x0001”. Windows uruchomi alternatywną powłokę wskazaną przez użytkownika, dopiero gdy wartość NOTSHELL przyjmie wartość „0x0000”.